# Partido judicial de Solsona
El Partido judicial de  Solsona es uno de los 49 partidos judiciales en los que se divide la Comunidad Autónoma de Cataluña, siendo el partido judicial n.º 7 de la provincia de Lérida.
El ámbito territorial, que viene regulado por el Real Decreto 529/1983, de 9 de marzo, comprende las localidades de :
Basella, Biosca, Castellar de la Ribera, Clariana de Cardener, Gósol, Guixes, La Baronía de Rialb, La Molsosa, Lladurs, Llovera,  Navés, Odén, Oliana, Olius, Pedra y Coma, Peramola, Pinell, Pinós, Ponts, Riner, Sanahuja, San Lorenzo de Morunys, Solsona, Tiurana, Torá y Villanueva de la Aguda.